# Louis de Merode

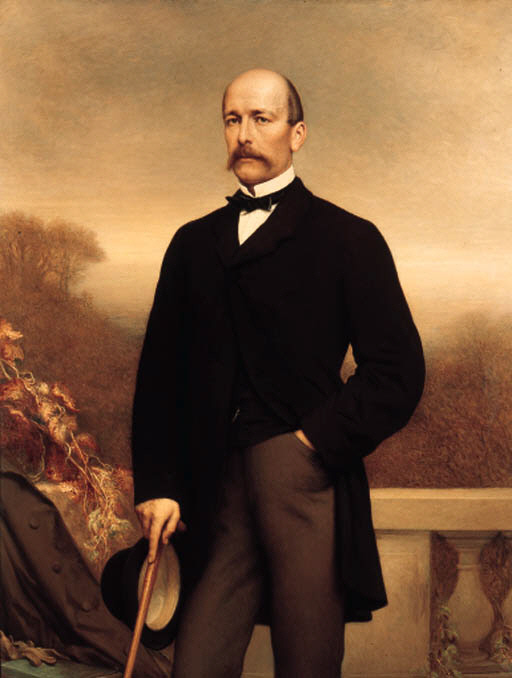
Louis de Merode

Louis Ghislain de Merode ('s-Gravenbrakel, 7 augustus 1821 - Cannes, 6 december 1876) was een Belgisch senator.

## Biografie

### Familie
Graaf Louis de Merode was een telg uit het geslacht de Merode. Hij was een zoon van Werner de Merode, lid van het Nationaal Congres, volksvertegenwoordiger en burgemeester van Everberg, en Louise de Spangen (1799-1845). Hij trouwde in 1854 in Parijs met Léonie de Rochechouart de Mortemart (1833-1921), dochter van een Franse politicus. Ze kregen twee zoons en een dochter.
Hij was de vader van graaf Werner de Merode, senator en burgemeester van Loverval, de grootvader van prins Amaury de Merode, de schoonvader van graaf John d'Oultremont, militair en Grootmaarschalk van het Hof, een broer van gravin Louise de Merode en gravin Antoinette de Merode, en een schoonbroer van prins Carlo Emanuele dal Pozzo, de Franse minister Lionel de Moustier en prins Karel III van Monaco.

### Loopbaan
De Merode werd katholiek senator voor het arrondissement Brussel in 1870 en vervulde dit mandaat tot aan zijn dood.